# Gregorio García Segura
Gregorio García Segura (Cartagena, 13 de febrero de 1929 - Madrid, 5 de diciembre de 2003) fue un compositor español.

## Biografía
Cursó la carrera de composición, iniciando sus estudios en el Conservatorio de Cartagena, continuando en Madrid. Consideró ser pianista pero se acabó decantando por la composición de canciones, cine, teatro y revista musical. 
Él y su hermano Alfredo García Segura crearon numerosas piezas, firmadas por los Hermanos García Segura. Desde finales de los años 1950, ha puesto música a casi doscientas películas españolas, con temas tan célebres como Corre, corre caballito, interpretado por Marisol.
En teatro trabajó asiduamente con la popular Lina Morgan y es autor, entre otros, del conocido tema Gracias por venir y le puso música a revistas tan populares en su momento como Pura, metalúrgica (1975), Vaya par de gemelas (1980), Hay que decir sí al amor (1983), El último tranvía (1987) o Celeste no es un color (1991).
Los hermanos García Segura, con su canción "El telegrama", interpretada por la cantante chilena Monna Bell, ganaron el primer premio en la primera edición del Festival Internacional de la Canción de Benidorm, en 1959.

## Filmografía parcial
- Pelusa (1960)
- Cariño mio (1961)
- Pecado de amor (1961)
- Alerta en el cielo (1961)
- Canción de arrabal (1961)
- Torrejón City (1962)
- La reina del Chantecler (1962)
- La mascara de Scaramouche (1963)
- Chantaje a un torero (1963)
- El señor de la Salle (1964)
- El turista (1963)
- La llamada (1965)
- ¡Es mi hombre! (1966)
- Johnny Ratón (1969)
- Amor a todo gas (1969)
- Las Leandras (1969)
- Carmen Boom (1971)
- Un tranquilo lugar para matar (1971)
- Una chica casi decente (1971)
- Los novios de mi mujer (1972)
- Casa Flora (1973)
- Harlem Pop (Recopilación) (1976)
- Cuando los maridos se iban a la guerra (1976)
- Los energéticos (1979)
- El soplagaitas (1981)
- El hijo del cura (1981)
- Las cosas del querer (1989)
- Pareja enloquecida busca madre de alquiler (1990)
- Hermana, pero qué has hecho (1995)